# 草堂站
草堂站（：／ Chodang yeok */?）是龍仁輕軌沿線的一座高架車站，位於韓國京畿道龍仁市器興區中洞。

## 車站結構
站體為2面2線側式月台的高架車站，候車月台設有月台幕門。

### 月台配置
| 東栢 ↑ |
| \| 上  |
| ↓ 三街 |

| 月台 | 路線        | 目的地            |
| ---- | ----------- | ----------------- |
| 上行 | ●龙仁轻电铁 | 東栢、器興方向    |
| 下行 | ●龙仁轻电铁 | 前垈·愛寶樂園方向 |

## 歷史
- 2013年4月26日：落成啟用。

## 車站周邊
- 石城初等學校
- 草堂初等學校
- 草堂高校
- 한길찬公園
- Dasol兒童公園
- SeJung Outlet龍仁工廠店
- 桐華寺

## 圖片

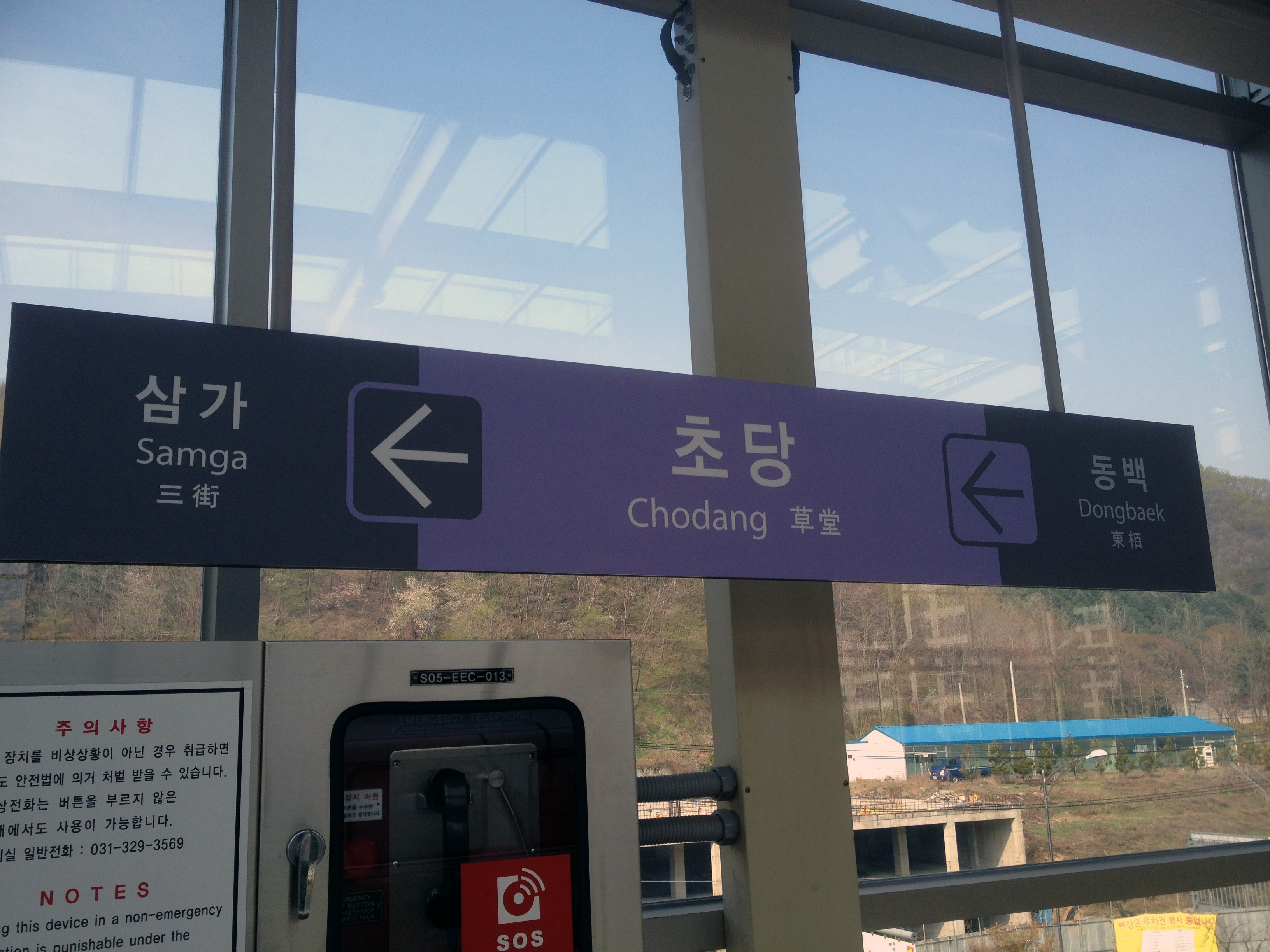
站名牌
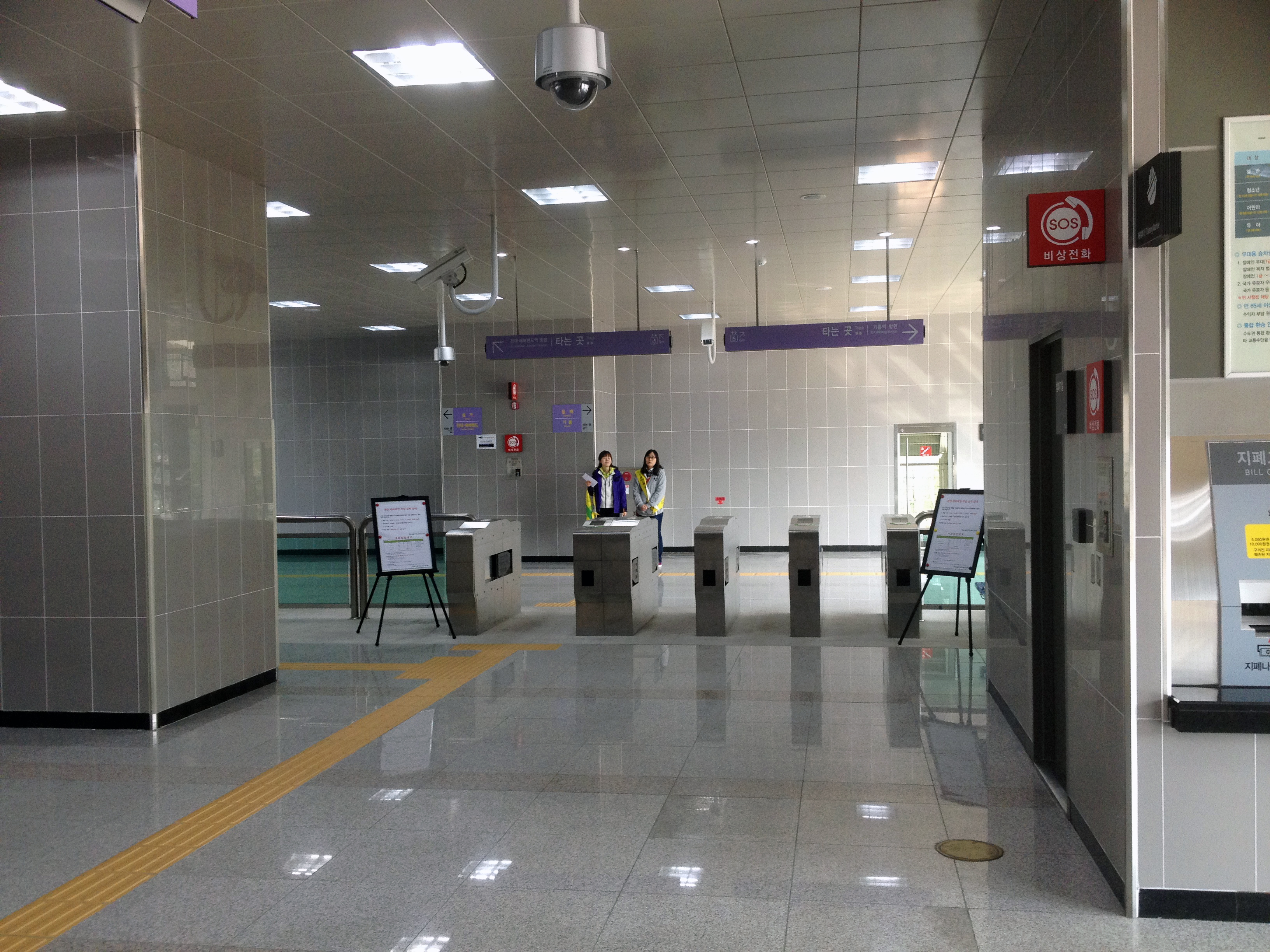
剪票閘口
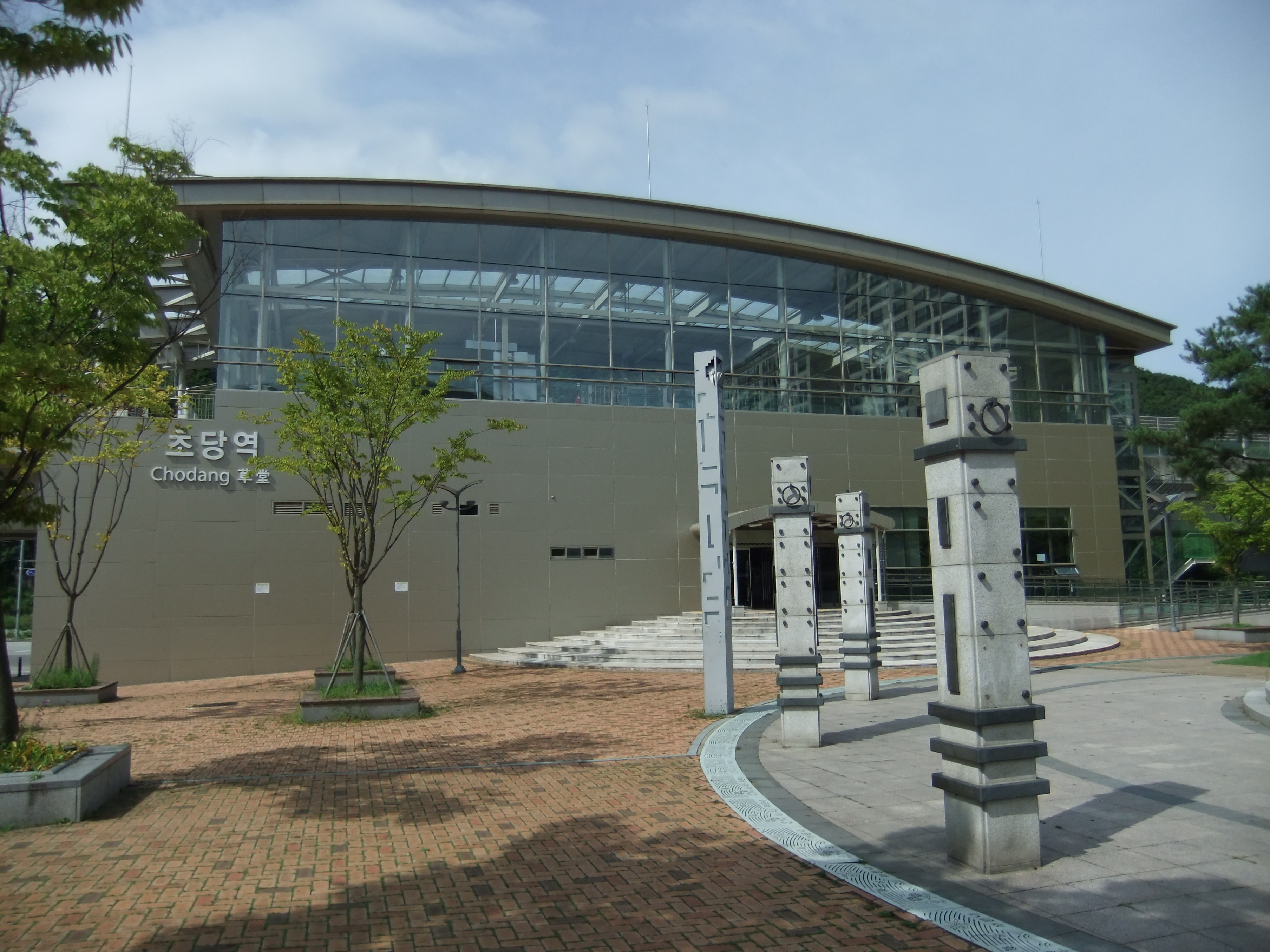
車站建築

## 相鄰車站
龍仁輕量電鐵
●龙仁轻电铁
東栢（Y114）－草堂（Y115）－三街（Y116）